# François de Montmorency

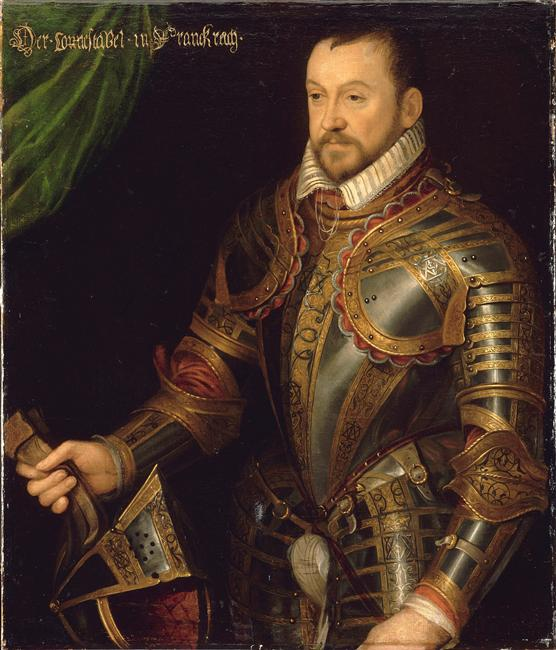
François de Montmorency

Wappenschild François’ de Montmorency

François de Montmorency, zweiter Herzog von Montmorency, (* 17. Juni 1530; † 6. Mai 1579 in Écouen) war Militärgouverneur von Paris und Marschall von Frankreich.

## Leben
François war der älteste Sohn Annes de Montmorency, Marschall sowie Connétable von Frankreich, und dessen Frau Madeleine de Savoie.
Er wurde wie sein Vater Soldat, kämpfte 1551 im Piemont und verteidigte 1553 Thérouanne gegen die kaiserlichen Truppen. 1556 wurde er Statthalter der Île-de-France. Er war als Nachfolger seines Vaters zum Großmeister von Frankreich ernannt worden, musste seine Ansprüche aber 1559 an den Herzog von Guise, François de Lorraine abtreten und sich mit dem Marschallstab zufriedengeben.
1556 schlug der König ihm vor, seine Tochter aus der Verbindung mit Filippa Duci, Diane de Valois, zu heiraten. François hatte sich jedoch ohne Wissen seiner Familie heimlich mit Jeanne d’Hallewin de Piennes, einer Ehrendame der Königin, verlobt und musste dies nun eingestehen. Er reiste nach Rom, um von Papst Paul IV. eine Dispens für sein Eheversprechen zu erreichen, aber vergebens. Erst Pauls Nachfolger Pius IV. erteilte diese schließlich im November 1560. Trotzdem musste François die Verbindung auf Druck seiner Eltern bereits vorher „lösen“, um im Mai 1557 Heinrichs Tochter heiraten zu können. Sie war die Witwe Orazio Farneses, des Herzogs von Castro, die 1572 als Prinzessin von Frankreich legitimiert und zur Herzogin von Châtellerault, Étampes und Angoulême ernannt wurde. Möglich wurde dies durch einen Erlass aus dem Jahr 1556/57, der heimliche Ehen ohne die elterliche Einwilligung erst für Männer ab 30 und Frauen ab 25 Jahren erlaubte und zu dem François’ Heirat mit Jeanne den Ausschlag gegeben hatte.
Durch seine gemäßigte Haltung gegenüber den Protestanten zog er sich die Feindschaft der Guisen zu und entkam nur mit knapper Not dem Massaker der Bartholomäusnacht.
Seine Verbindung zum Königshaus rettete ihm 1574 das Leben, als Karl IX. Mitglieder der sogenannten Malcontents (deutsch: Unzufriedenen), einer politischen Gruppierung gemäßigter Protestanten und Katholiken, hinrichten ließ. Obwohl sich auch François ihnen angeschlossen hatte, wurde er für seine angebliche Beteiligung an der Verschwörung nur in der Bastille inhaftiert. Auf Befehl Katharinas von Medici wurde er aber nach bereits einem Jahr wieder freigelassen, weil sie seine Unterstützung gegen den Herzog von Alençon, François-Hercule de Valois, den einzigen noch lebenden Bruder Heinrichs III., benötigte.
Aus der Ehe mit Diane entsprang im September 1560 der Sohn Anne, der jedoch nur kurz nach seiner Geburt im Oktober starb. Da François keine weiteren Erben hatte, gingen der Herzogstitel und die Pairie auf seinen jüngeren Bruder Henri I. über.
Siehe auch: Montmorency (Adelsgeschlecht)